# Joseph Kara
Pour les articles homonymes, voir Kara.
Joseph Ben Simeon Kara (1065 - 1135) (en hébreu : יוסף בן שמעון קרא ), aussi connu sous le nom de Mahari Kara, est un rabbin et exégète français de la Bible, né et vivant à Troyes. 

## Biographie
Son oncle et professeur est Menahem ben Ḥelbo, que Ḳara cite souvent dans ses commentaires, ces citations étant presque la seule source de connaissances concernant l'exégèse de Menahem. 
À Troyes, Ḳara fréquente la maison de Rachi ; il est même possible qu'il ait été son élève . Dans cette maison, Kara fait la connaissance de Samuel ben Meïr, petit fils de Rachi. Amis, ils se citent également l'un l'autre.   
Le nom de famille Ḳara est généralement considéré comme un nom professionnel, signifiant lecteur ou interprète de la Bible. Adolf Jellinek souligne cependant que Kara, par opposition à Darshan, désigne le représentant du Peshaṭ (Pashṭan). 
Il est parmi les premiers exégètes juifs français et le précurseur de l'école française d'exégèse rabbinique. 

## Œuvres
Kara était un exégète prolifique. Lorsqu'il copia le commentaire de Rashi sur le Pentateuque, il ajouta de nombreuses gloses et remarques afin de le compléter et de le corriger ; et ces gloses ont été insérées par les scribes dans le texte de Rachi. 
Les commentaires bibliques originaux ou indépendants de Ḳara sont les suivants : 
- Selon Berliner [3] un commentaire sur le Deutéronome 1-4 [4]
- Commentaires sur les prophètes publiés dans Miḳra'ot Gedolot, Lublin, 1897[5] ; extraits de ces commentaires ont été publiés par Wolf[6] ; de Littmann [7] (d' Isaïe et d'Ézéchiel. Ceux sur Samuel et la plupart des prophètes mineurs ne sont pas authentiques[8]. Le commentaire de Jérémie a été publié séparément par Schlossberg[9] ; avec celui sur Osée, à Breslau, en 1861.
- Commentaires sur la plupart des Ketouvim, à savoir : 
  - Les proverbes ; voir la citation dans le commentaire de Ḳara sur Eccl. 7h12.
  - Livre de Job, publié dans Monatsschrift, vols. 5-7 [10]
  - Cantique des Cantiques (1: 1-7: 13), publié par Hübsch [11]
  - Livre de Ruth, publié par Hübsch, lc, et par A. Jellinek, lc
  - Lamentations, publié à Naples en 1486 et par Hübsch (lc ), Jellinek (lc) et E. Ashkenazi[12] ainsi que par S. Buber dans deux versions différentes[13].
  - Ecclésiaste, publié par Hübsch (lc) et Einstein [14]
  - Livre d'Esther, publié par Hübsch (lc ), Jellinek (lc) et Berliner [15]

Il est fort possible que Ḳara ait écrit aussi des commentaires sur Esdras et Néhémie, mais que les commentaires de ces livres soient contenus dans MS. Saraval no 27 et attribué à Joseph Kara, ne sont pas authentiques. Certains commentaires de Ḳara sur les Chroniques doivent avoir existé, comme le prouvent les citations de pseudo-Rachi dans ces livres (voir II Chroniques 3:15, 5: 9, 25:24). 

### Caractéristiques
Alors que, dans ses écrits sur le Pentateuque et dans ses commentaires sur les prophètes, Ḳara s'inspire fortement de Rachi, ses explications sur des Ketouvim sont plus originales. Il cite Menahem ben Saruḳ, Dunash ibn Labraṭ, Judah et Moïse ha-Darshan, Éléazar Hakalir, Meïr Sheliaḥ buribbur, Kalonymus et d'autres. Dans son commentaire sur le livre de Job, il utilise fréquemment les écrits de Shabbethai Donnolo et donne de précieux extraits de la Baraita perdue de Samuel avec le commentaire de Donnolo (comp. Epstein, lc pp. ; 34 et suiv. ). 
Son point de vue grammatical est celui de Rashi. Des phrases entières en hébreu sont parfois traduites en français. Dans ses expressions, il n'est pas aussi concis que Rashi. Il est assez audacieux pour exprimer l'opinion que le livre de Samuel n'a pas été écrit par le prophète lui-même, mais plus tard ( Commentaire sur I Samuel ix.9). Il n'entre pas dans la recherche grammaticale ou philologique, et se soucie plus du sens de la phrase entière que d'un seul mot. Il fait preuve de plus de bon sens que de profondeur et, s'il ne se tient pas totalement à l'écart des interprétations aggadiques, il occupe une place de choix parmi les exégètes du nord de la France, qui ont en général préféré l'exégèse rationnelle. 